# Biserica Sfântul Nicolae din Călinești-Bucecea

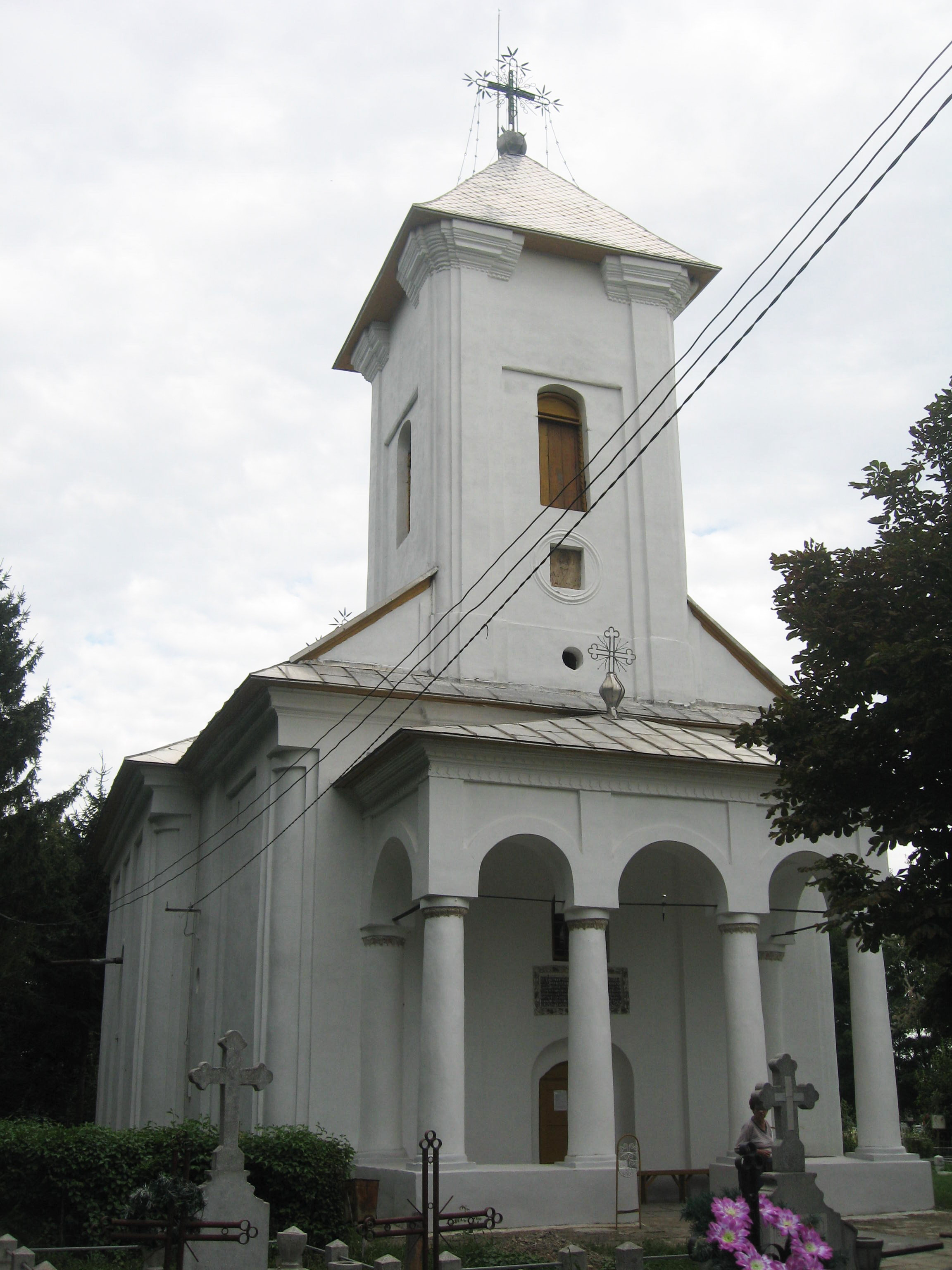
Biserica "Sf. Nicolae" din Călinești-Bucecea

Biserica "Sf. Nicolae" din Călinești-Bucecea este un lăcaș de cult ortodox ctitorit în anul 1813 de vornicul Costache Miclescu în satul Călinești, suburbie a orașului Bucecea (județul Botoșani).
Biserica "Sf. Nicolae" din Călinești-Bucecea a fost inclusă pe Lista monumentelor istorice din județul Botoșani din anul 2015 la numărul 242, având codul de clasificare  BT-II-m-B-01952. 

## Istoric
Biserica a fost construită la anul 1813 de către vornicul Constantin (Costache) Miclescu (1754-1833), fiind sfințită la 26 octombrie 1813. Vornicul a fost căsătorit cu Zoița Vârnav, cu care a avut opt copii. Printre aceștia sunt de menționat marele vornic Scarlat Miclescu (1788 – 12 aprilie 1853) și mitropolitul Sandu (Sofronie) Miclescu (1790-1861). 
Fiul cel mai mare al ctitorului, marele vornic Scarlat Miclescu, a fost căsătorit cu Maria Beldiman (1795-1859), fiica vornicului Dimitrie Beldiman, cu care a avut 10 copii, printre care Dimitrie Miclescu (1820-1896) - vornic și ministru în mai multe guverne ale Moldovei - și Constantin Scarlat Miclescu (1822-1886), mitropolit al Moldovei (1865-1875) și mitropolit-primat al Bisericii Ortodoxe Române (1875-1886), sub numele de Calinic. Scarlat Miclescu a reînnoit edificiul bisericii din Călinești.  El a împodobit biserica cu obiecte de cult de argint și veșminte. Pe cheltuiala sa s-a realizat pictarea interioară și amplasarea unei noi catapetesme (1838), precum și construirea pridvorului și amplasarea crucilor (1845). 
La 20 august 1846, a fost amplasată deasupra intrării o pisanie în limba română cu caractere chirilice având următorul text: „Aciastă biserică cu hramul marelui ierarh Nicolai sau zidit de boeriul vornic Costandin Miclescul și sau sfințit la 1813 octomvre 26. Cheltui(n)d la zidire și împodobindo cu argi(n)tăriile, veșmintele, zugrăvitul dinlăuntru iar catapiteazma noaă la 1838 pridvorul și crucele la 1845 fiiul pomenitul întru fericire boeriul d(um)ne(a)lui marel(e) vornic Scarlat Micclescul cu soție sa Marie fiica vornicului Demitrie Beldiman. Pentru vecinica pomenirea ctitorilor, a fiilor și a tot neamul lor. Călinești. 1846 avgust 20”.
Se presupune că în Sfânta Masă din altar se află fragmente din mâna dreaptă a Sfântului Ierarh Nicolae aduse la biserica din Călinești de către mitropolitul Sofronie Miclescu, președintele Adunării Ad-Hoc de la Iași, delegat pentru semnarea Unirii Principatelor Române Moldova și Țara Românească la 24 ianuarie 1859. Aceste relicve ar fi fost aduse de la Biserica „Sf. Gheorghe Nou” din București, ctitorită de voievodul Constantin Brâncoveanu.
Biserica „Sf. Nicolae” din Călinești-Bucecea a fost reparată în 1896.
În curtea bisericii se află cimitirul localității. Lângă peretele nordic al bisericii, înspre conac, sunt mormintele familiei boierești Miclescu și ale altor boieri înrudiți cu Micleștii. Acolo sunt înmormântați următorii: 
- Constantin Sturdza (1855-1899), Elena Sturdza născută Cantacuzino (1866-1944), Ion I. Miclescu (1895-1975), Maria I. Miclescu (1900-?), colonelul Radu Miclescu (1893-1990)
- senatorul Ioan G. Miclescu (1857-1920), soția sa Alina Miclescu născută Cantacuzino (1866-1918), Maria Miclescu (1900-1996)
- Natalia Cantacuzino (1886-1962), Alina Tzaicu născută Cantacuzino (1888-1972), medicul Alexandru Tzaicu (1883-1958), Elena Ghika născută Cantacuzino (1890-1972), Alexandra Cantacuzino (1892-1960), Mircea Tzaicu (1915-1952)
- Magda Miclescu născută Tzaicu (1912-1953)
- comandorul Gheorghe Miclescu (1903-1992), Anne Mare Miclescu născută Nasta (1917-1994)
- Neagoe Flondor (1901-1952), soția sa Elena Flondor născută Grigorcea (1908-1989), Emanuel Cavaler de Tabora (1896-1970)

În prezent, Parohia „Sf. Nicolae” din Călinești-Bucecea aparține din punct de vedere canonic de Protopopiatul Dorohoi.

## Imagini

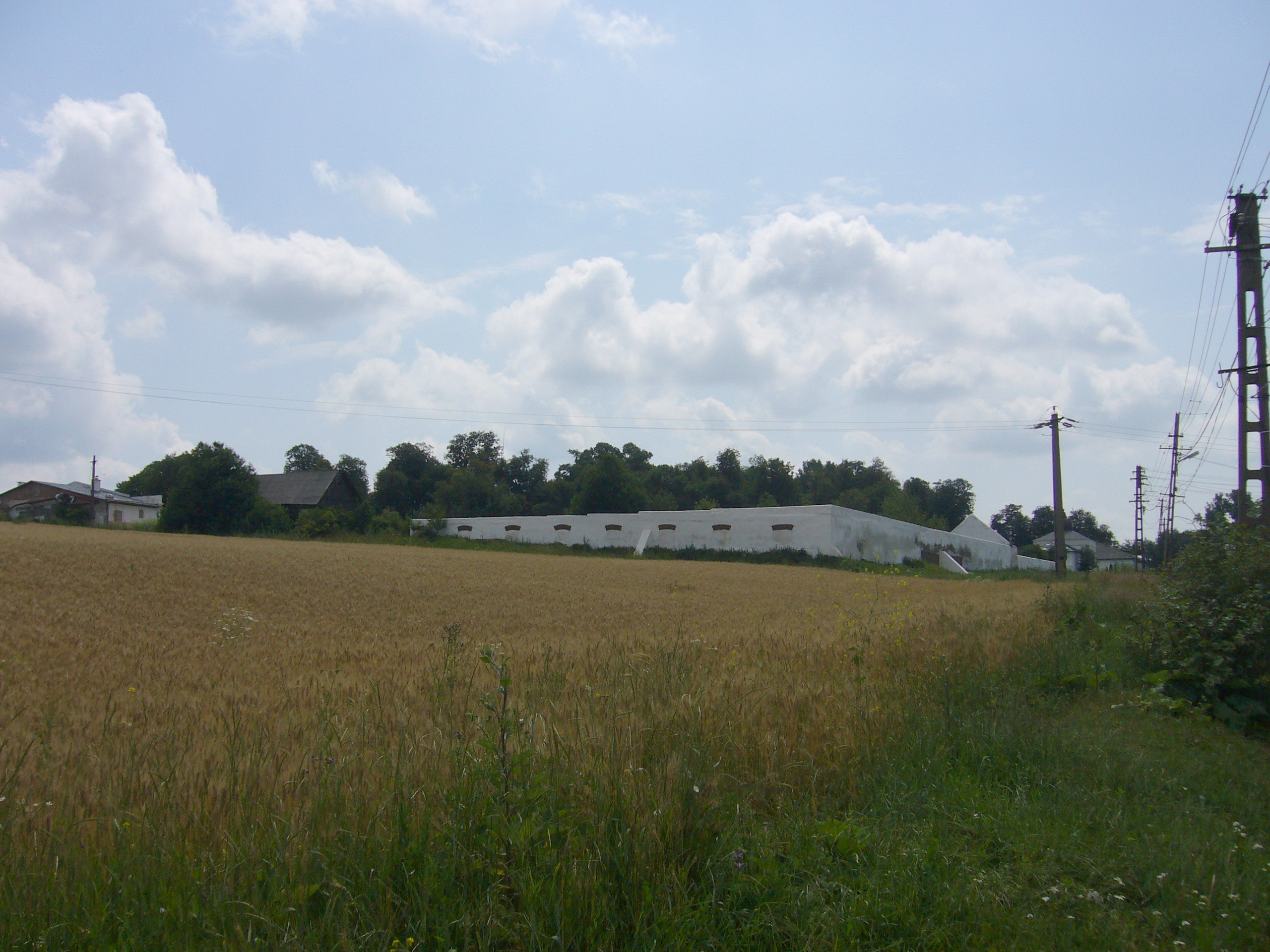
Conacul Miclescu din Călinești-Bucecea
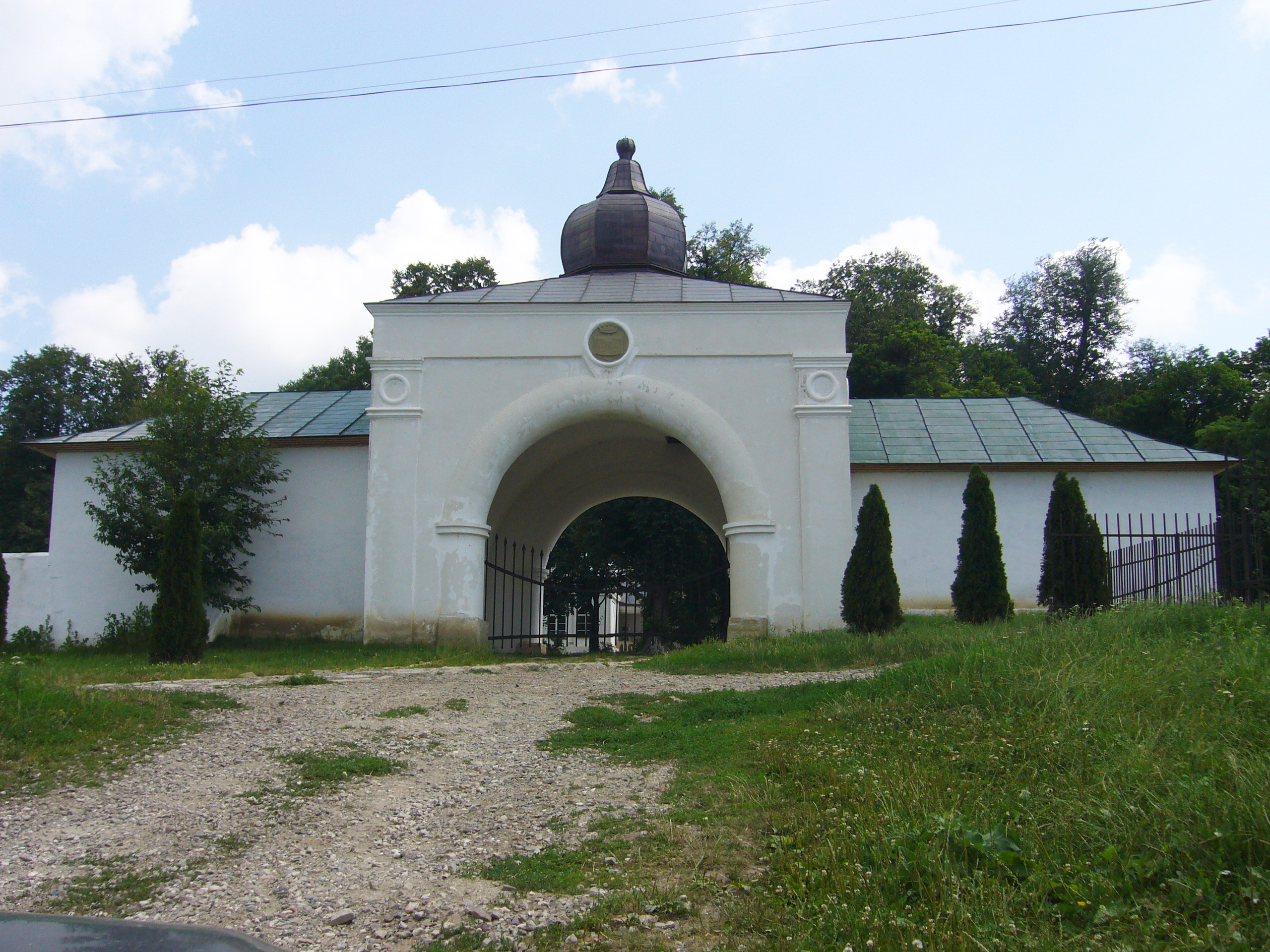
Poarta de intrare pe domeniul conacului Miclescu
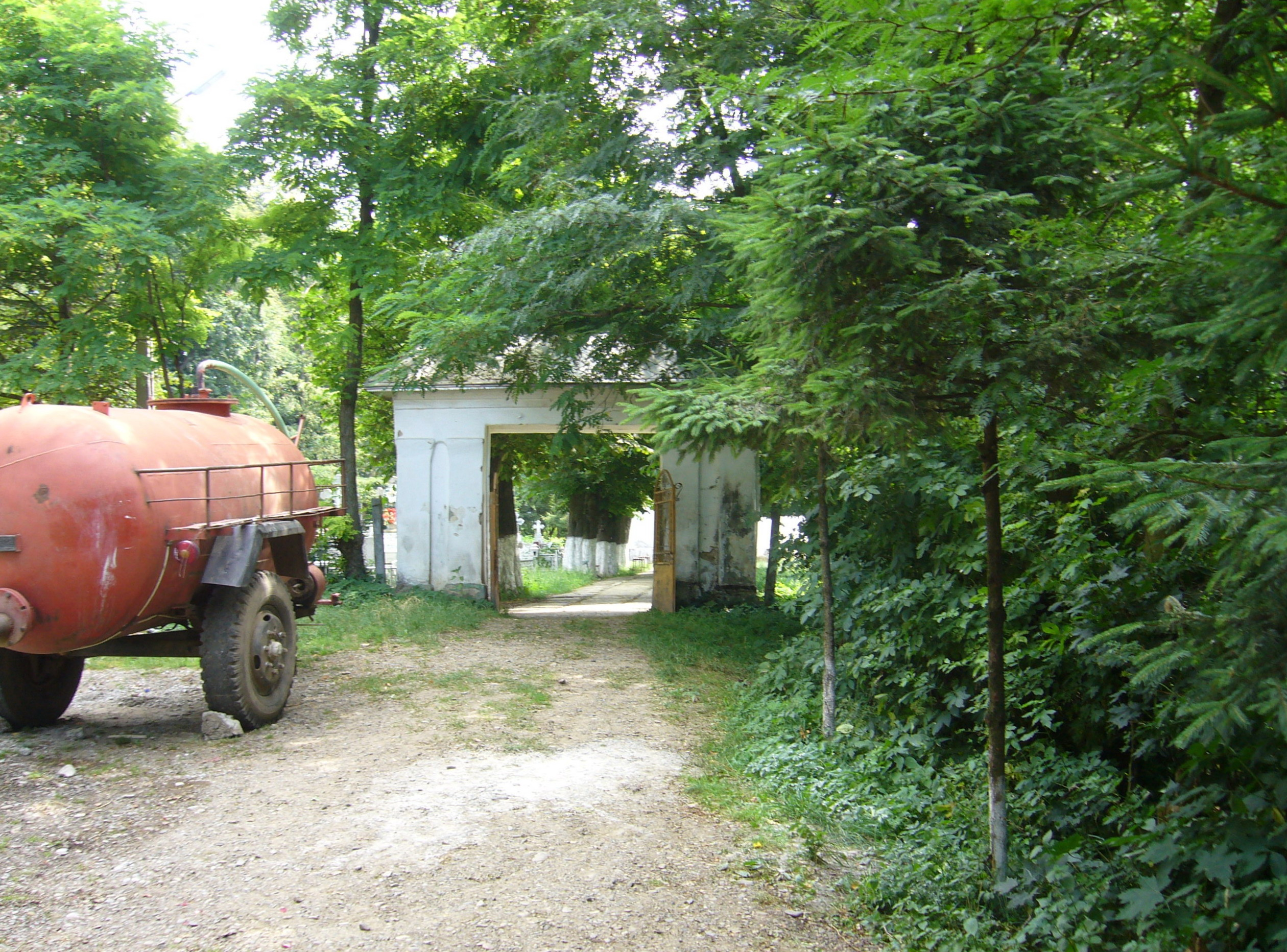
Poarta de intrare în curtea bisericii
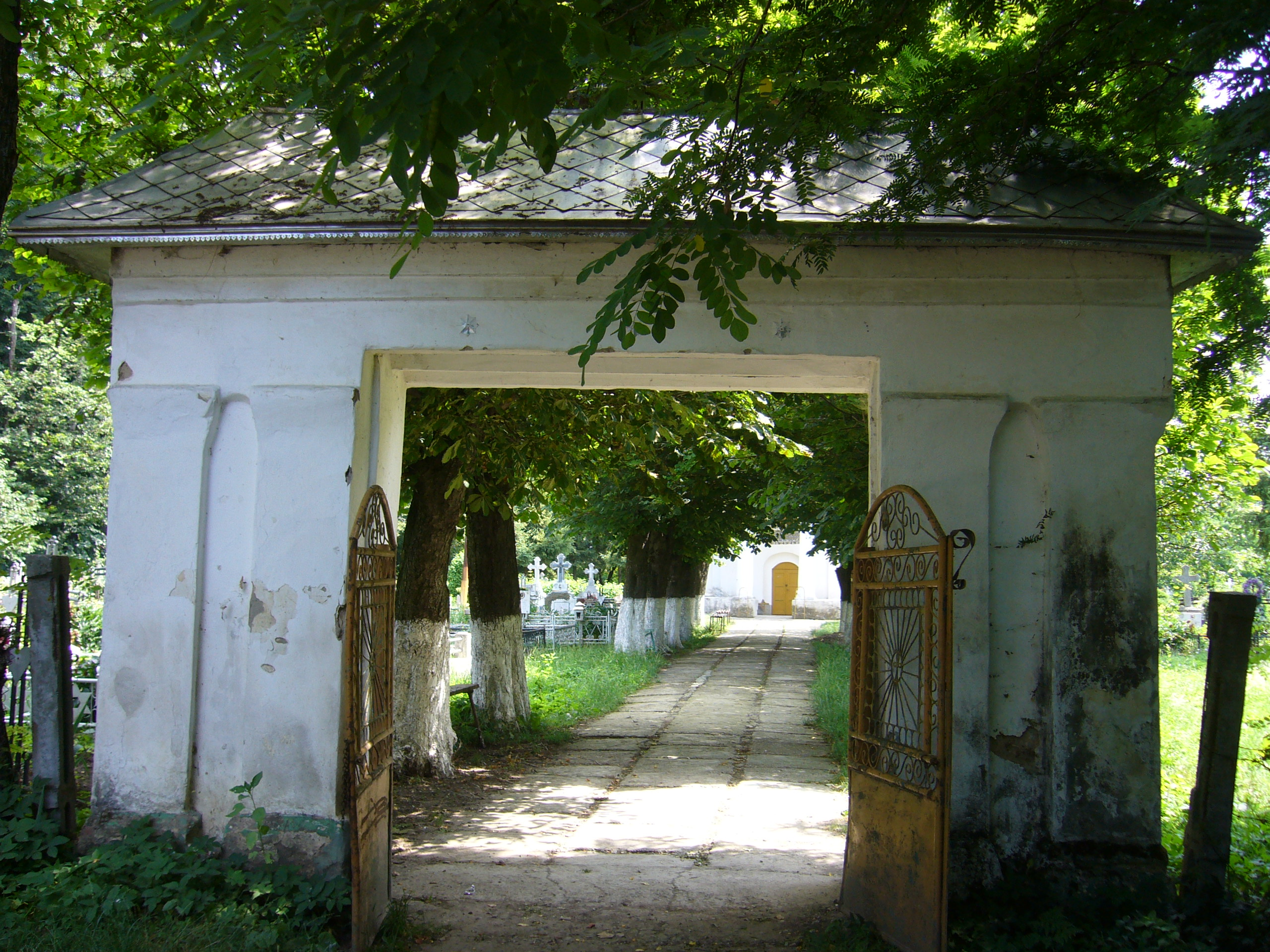
Poarta de intrare în curtea bisericii
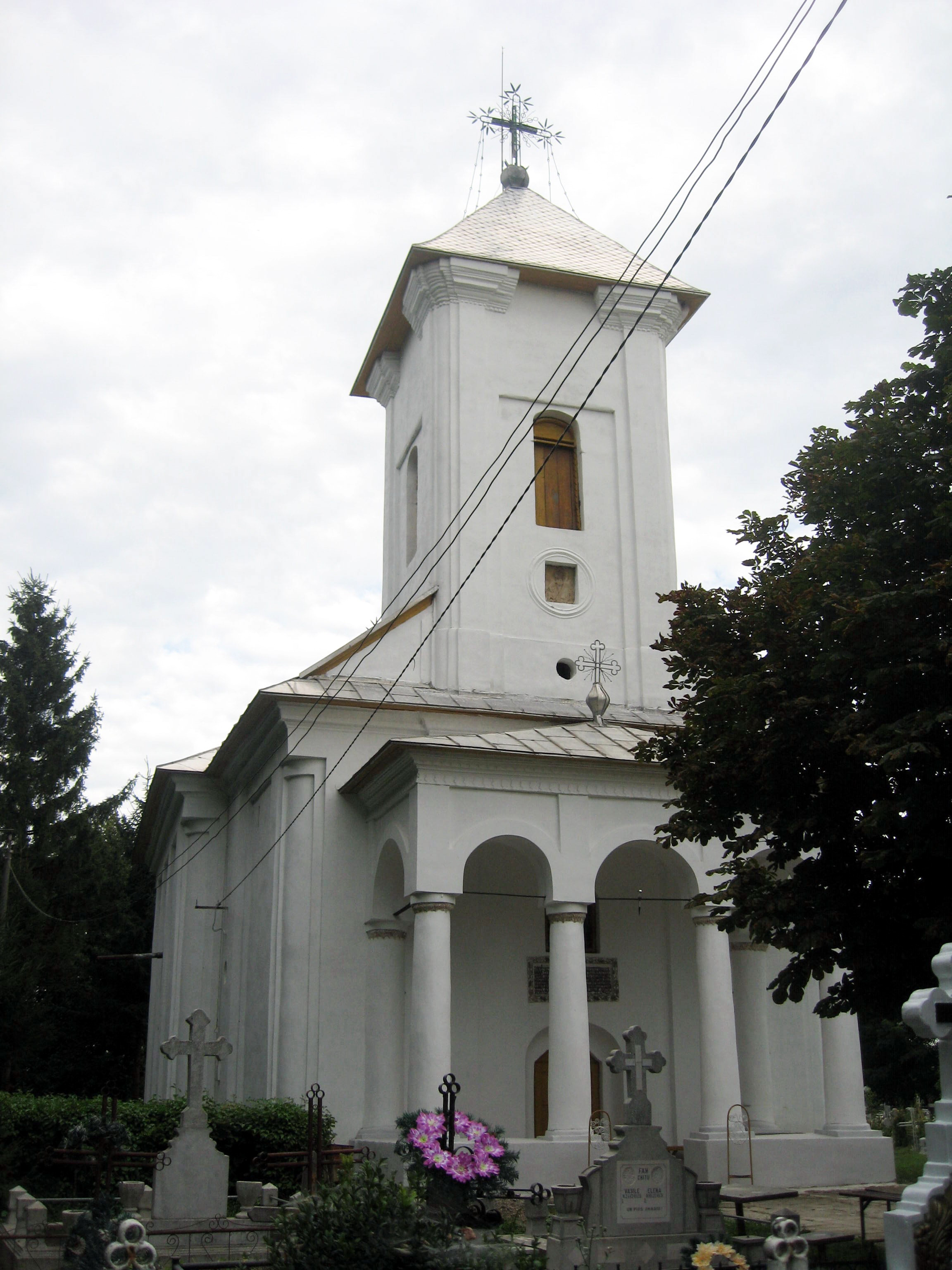
Biserica "Sf. Nicolae" din Călinești-Bucecea
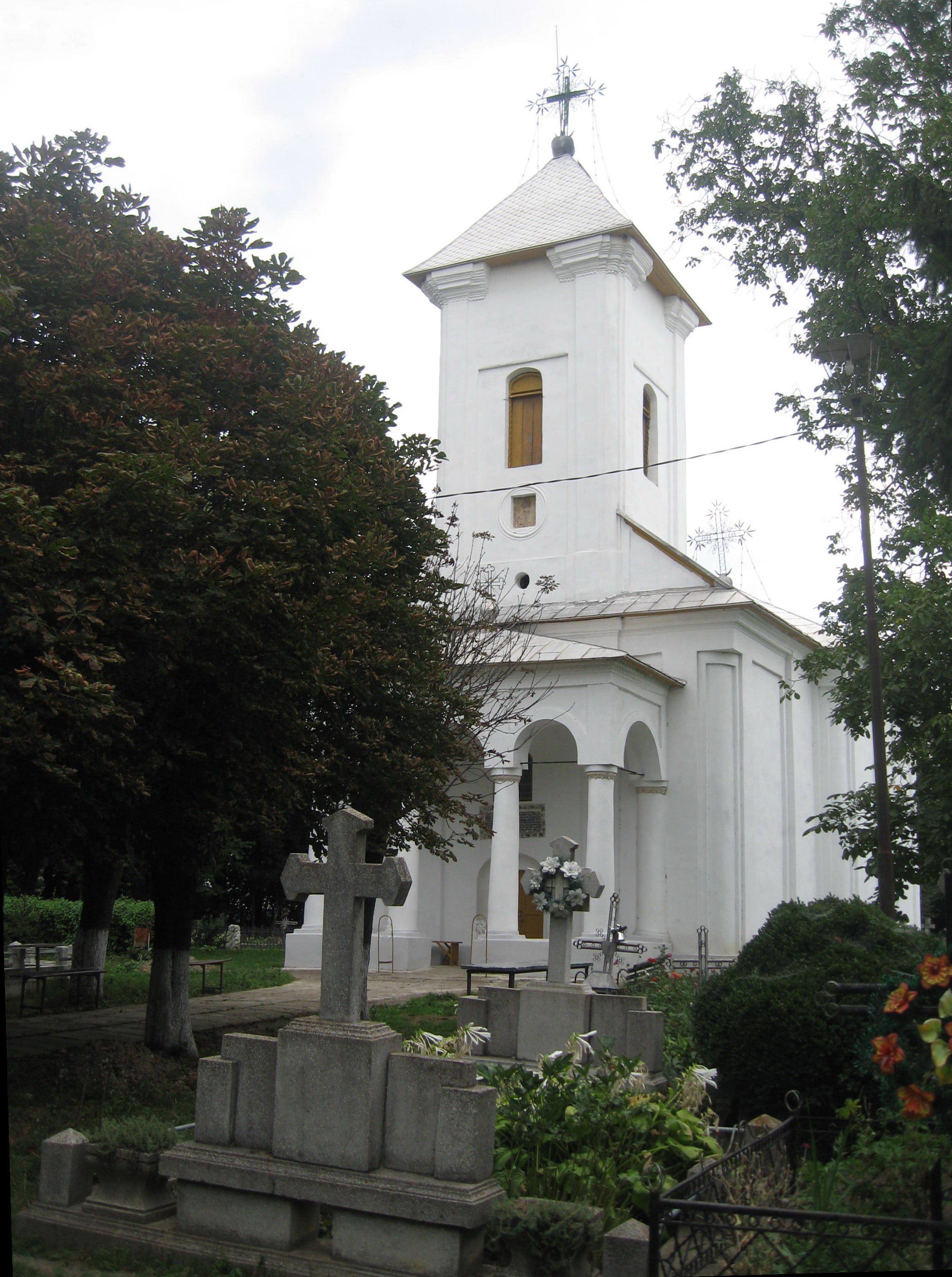
Biserica
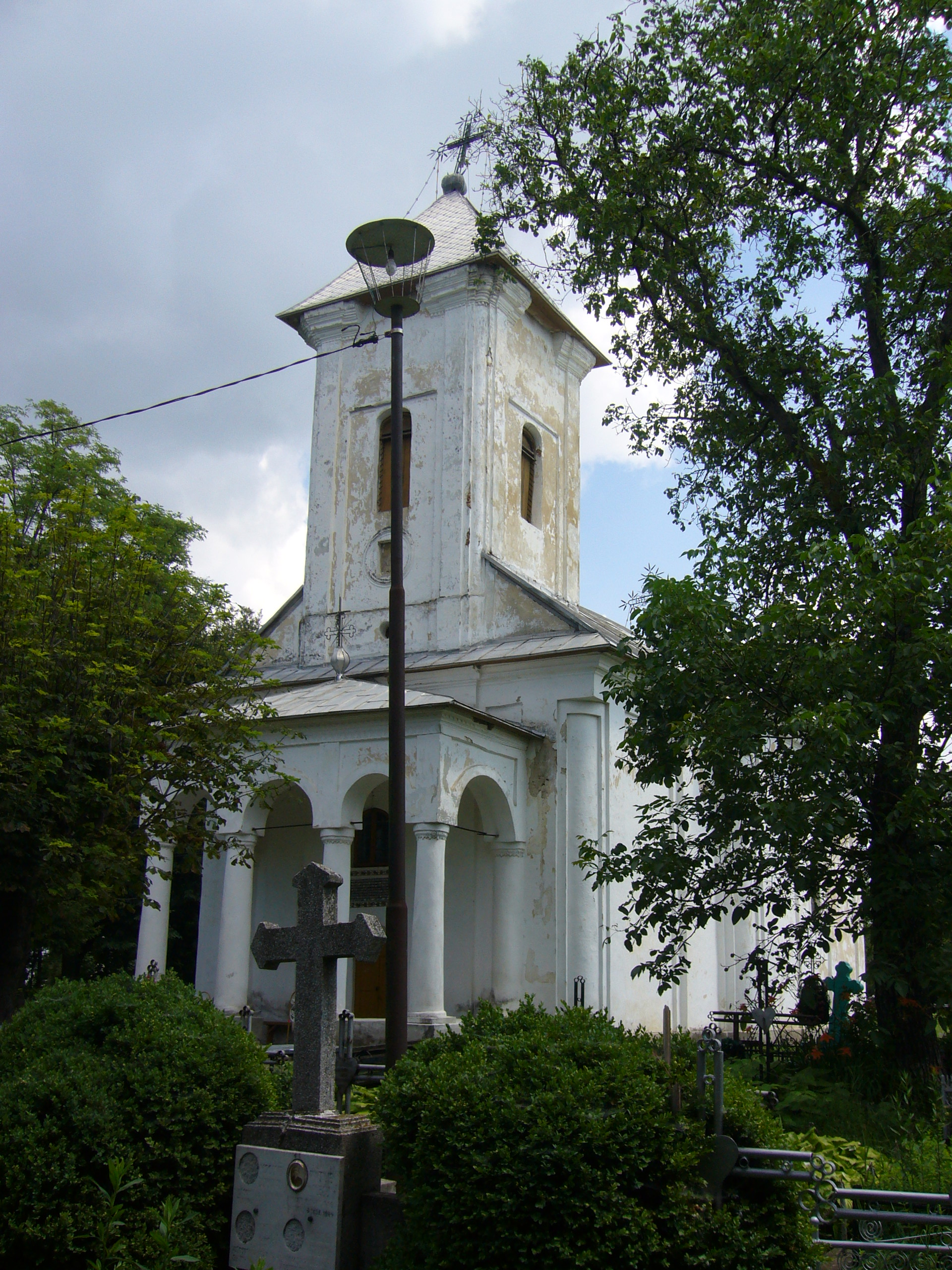
Biserica
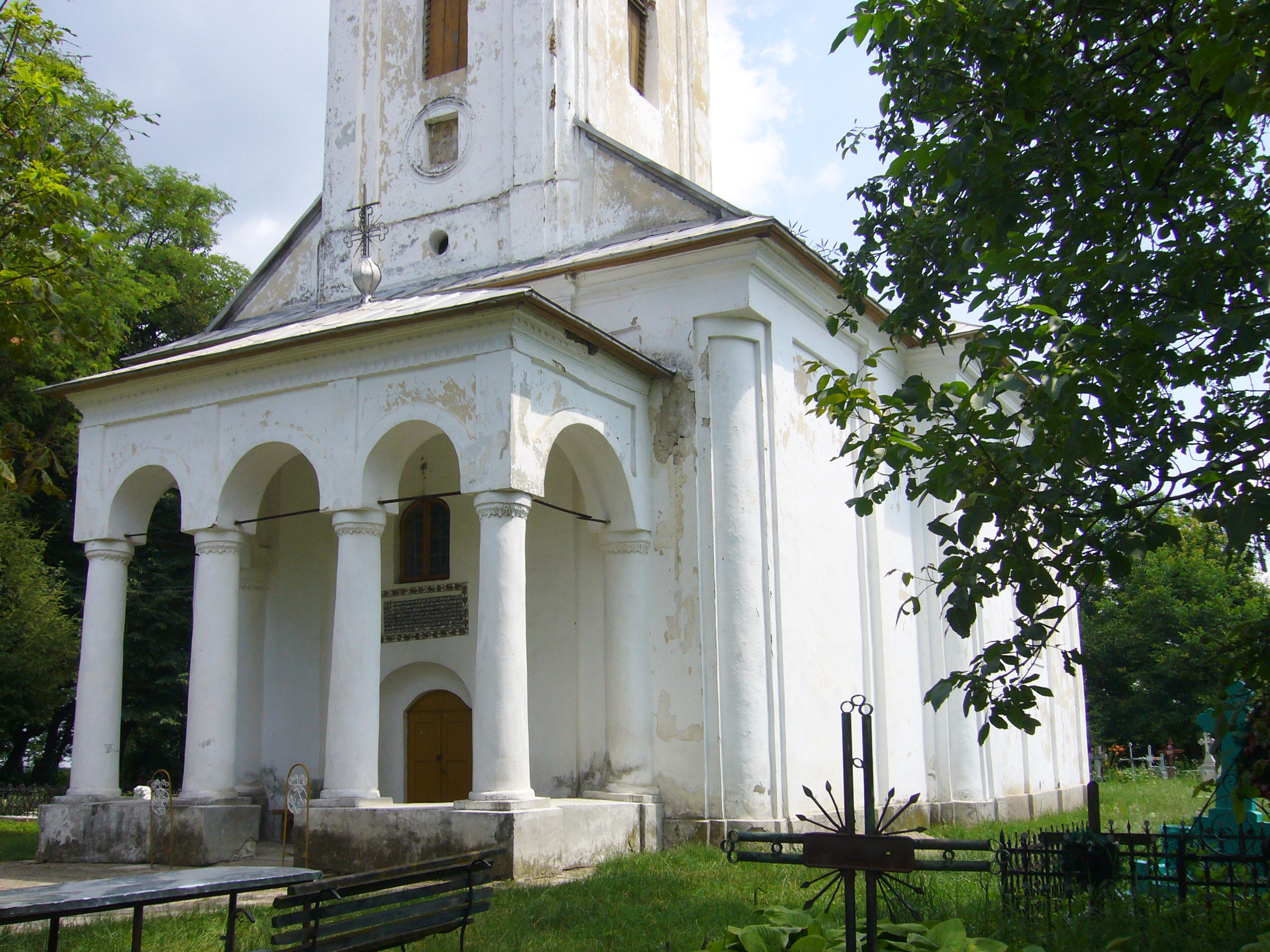
Pridvorul deschis
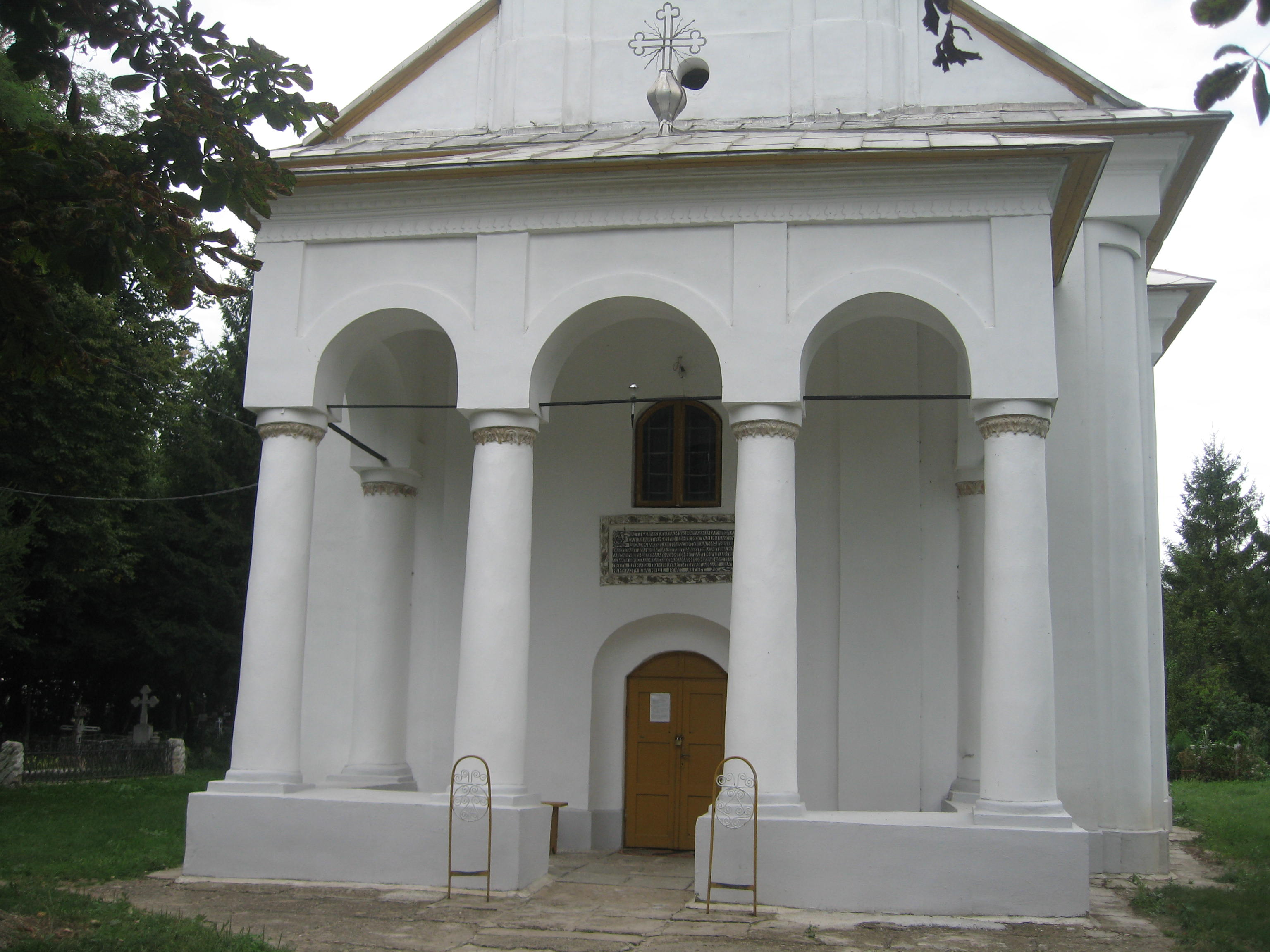
Pridvorul deschis
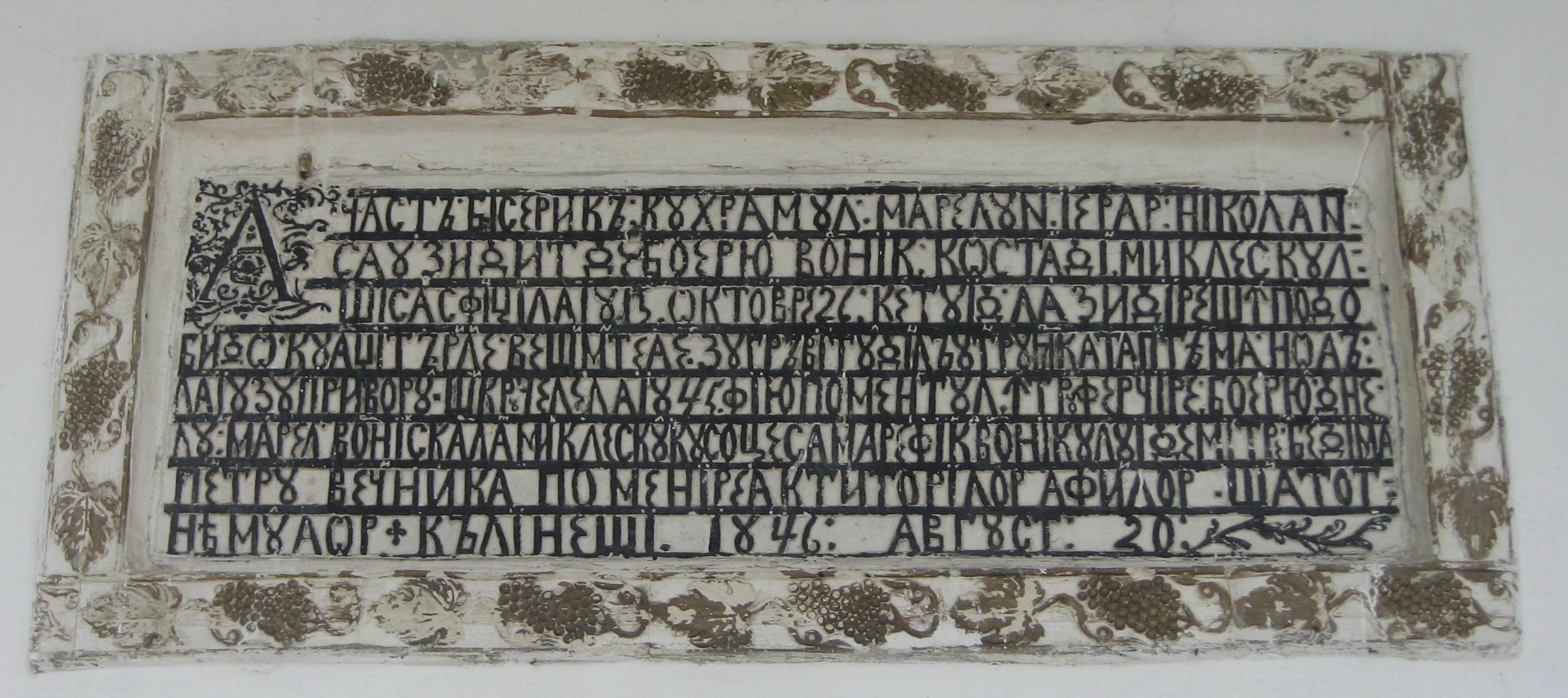
Pisania
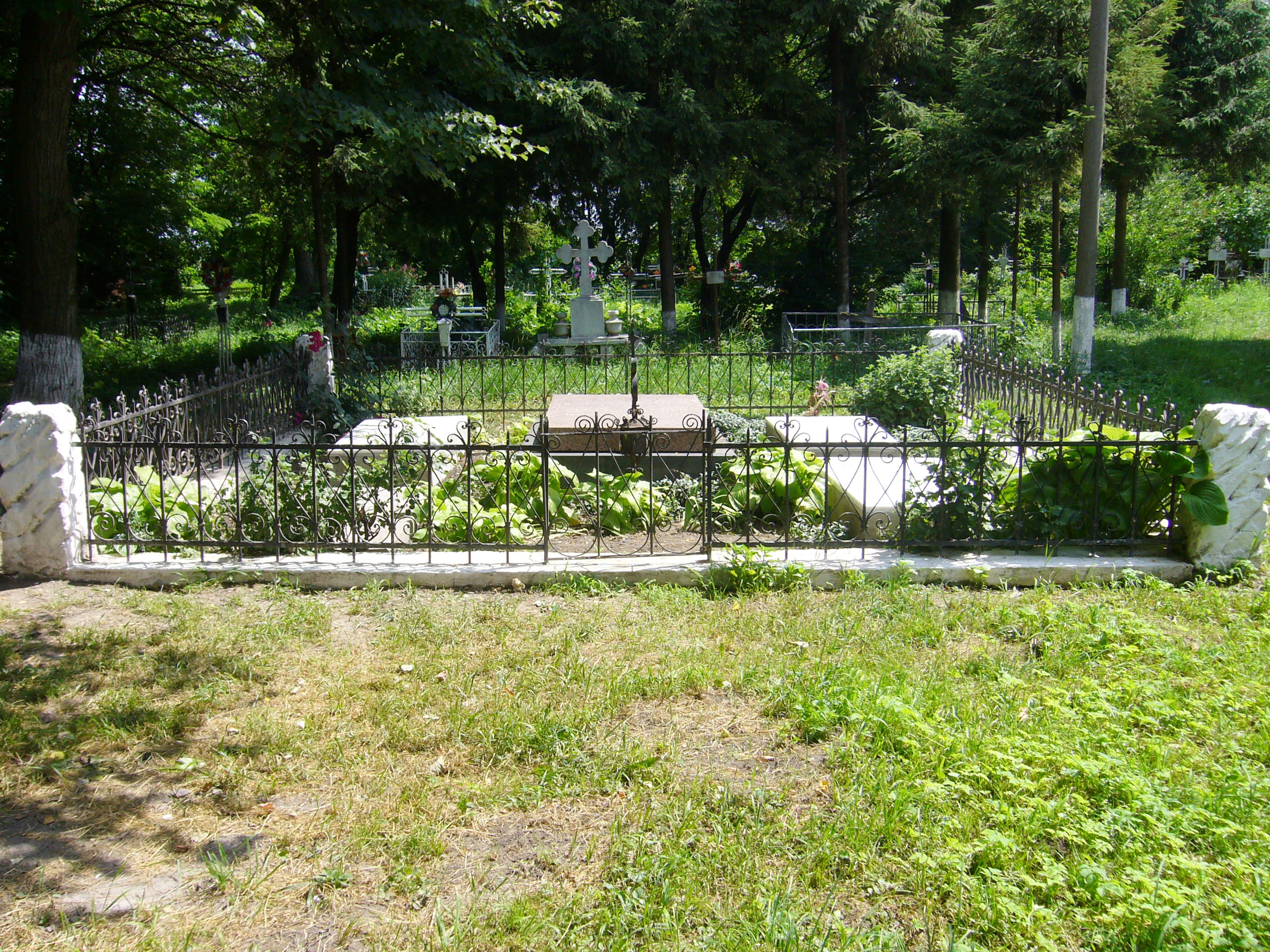
Mormintele familiei Miclescu din apropierea bisericii
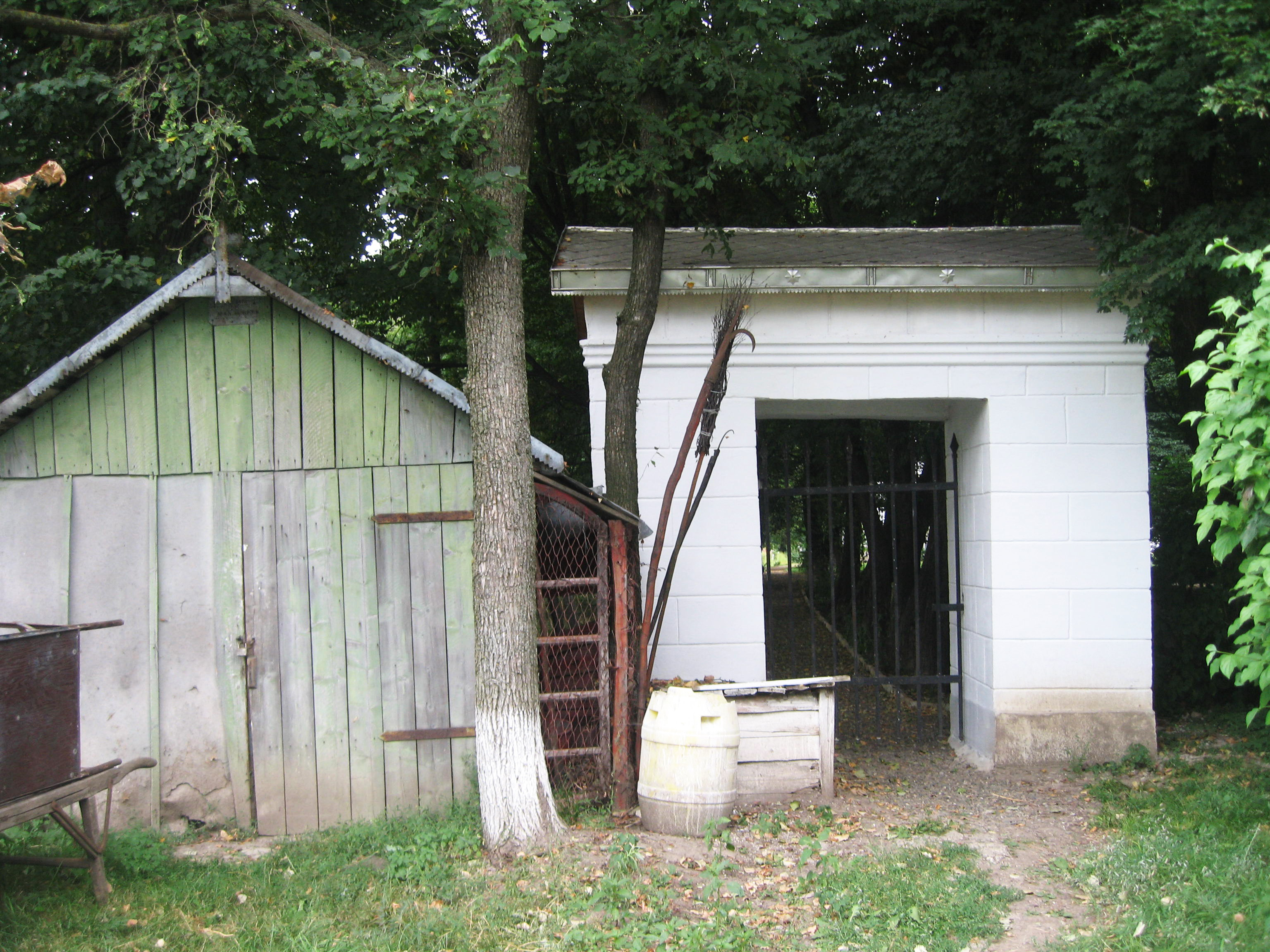
Poarta care face legătura între curtea bisericii şi curtea Conacului Miclescu